# Proboszczowice (Proboszczowice)
Proboszczowice – osada wsi Proboszczowice w Polsce, położona w województwie śląskim, w powiecie gliwickim, w gminie Toszek.
W latach 1975–1998 osada administracyjnie należała do województwa katowickiego.